# SN 2007cg
SN 2007cg – supernowa typu Ia odkryta 11 maja 2007 roku w galaktyce E508-G75. W momencie odkrycia miała maksymalną jasność 17,70m.